# Nuncia constantia
Nuncia constantia är en spindeldjursart som beskrevs av Forster 1954. Nuncia constantia ingår i släktet Nuncia och familjen Triaenonychidae. Inga underarter finns listade i Catalogue of Life.